# ヤクプ・メンシーク
- ヤクブ・メンシク

ヤクプ・メンシーク（Jakub Menšík, チェコ語発音: [ˈjakup ˈmɛnʃiːk]; 2005年9月1日 - ）は、チェコ出身の男子プロテニス選手。ATPランキング自己最高位はシングルス17位、ダブルス386位。ATPツアーでシングルス1勝を挙げている。身長196cm、体重87kg。右利き、バックハンド・ストロークは両手打ち。

## 選手経歴

### ジュニア時代
テニスは5歳から始めた。ヤクプの両親はテニスをしていなかったが、家の近くにあるテニスコートで練習をしている人たちに興味を持ち、そこで幼少期のコーチであるIvo Müllerに誘われて練習を始めた。このコーチとは7歳の時に死別した。12歳の時にプロを目指すことを決める。

### 2021年 フューチャーズ参戦
2021年8月にプロスチェヨフで行われた大会でITFテニスツアーデビュー。

### 2022年 フューチャーズ初優勝
2022年ジュニアの全豪オープンシングルスで準優勝。この大会の決勝ではブルーノ・クズハラを相手にフルセット・3時間43分に及び、3セット目の第12ゲームで大腿筋の痙攣を引き起こし敗れた。
同年4月にITFのジュニアランキングでキャリアハイのシングルス2位を記録。また、4月のセルビア・オープンでワイルドカードとしてシングルス予選・ダブルス本戦にエントリーし、ATPツアーデビューを果たしたが、どちらも初戦で敗れた。9月にアラースハウゼンで行われた大会のシングルスでITFテニスツアー初優勝。

### 2023年 チャレンジャー初優勝
2023年5月のプラハ・オープンシングルス決勝でドミニク・ケプファーをストレートで下しチャレンジャー初優勝。17歳でのチャレンジャー優勝はチェコ出身としては史上最年少。
8月の全米オープンで初めてグランドスラムのシングルス予選に参加すると、1回戦のフォニーニを2-1、2回戦のリーディも2-1、コラージュを2-0で下して予選を突破。グランドスラム本戦デビューを果たす。本戦1回戦ではグレゴワール・バレールと対戦、3-1で下し、グランドスラムとツアーレベルで初勝利を挙げた。続く2回戦のチトゥアン・ドロゲも3-1で下した。

### 2024年 トップ50入り
全豪オープンでは予選3試合を制して、同大会初の本戦出場を果たす。1回戦では元世界ランキング10位のデニス・シャポバロフを6-3, 7-5, 7-5のストレートで破り、初戦突破をする。2回戦では第9シードのホベルト・ホルカシュに7-6(9), 1-6, 7-5, 1-6, 3-6のフルセットの末に敗れたが、大会後には世界ランキング127位を更新した。
2月のカタール・エクソンモービル・オープンでは1回戦でアレハンドロ・ダビドビッチ・フォキナを7-6(3), 6-4、2回戦でアンディ・マリーを7-6(6), 6-7(3), 7-6(4)、準々決勝でアンドレイ・ルブレフを6-4, 7-6(6)、準決勝でガエル・モンフィスを6-4, 1-6, 6-3でそれぞれトップ選手らをごぼう抜きして決勝進出。決勝ではカレン・ハチャノフに6-7(12), 4-6のストレートで敗れたが、ATPツアー・500シリーズで準優勝を飾った。
3月のBNPパリバ・オープンではワイルドカードにより、本戦から初参戦。1回戦ではホン・ソンチャンを6-3, 6-4のストレートで破り、初戦突破。2回戦ではベン・シェルトンに6-4, 3-6, 4-6の逆転で敗れた。4月のマドリード・オープンでは1回戦でヤニック・ハンフマンを6-4, 7-6(3)、2回戦でグリゴール・ディミトロフを6-2, 6-7(4), 6-3で破り、ATPマスターズ1000で3回戦進出をする。
7月、ウィンブルドン選手権では第23シードのアレクサンダー・ブブリクに6-4, 7-6(2), 4-6, 4-6, 2-6の2セットアップからの逆転により、初戦敗退。クロアチア・オープンではベスト4進出。準決勝ではロレンツォ・ムゼッティに4-6, 1-6のストレートで敗れた。9月の全米オープンでは1回戦で第19シードのフェリックス・オジェ＝アリアシムを6-2, 6-4, 6-2のストレートで破り、初戦突破し、2回戦でトリスタン・スクールケイトを6-7(4), 2-6, 6-2, 7-6(5), 7-6(3)の2セットダウンからの逆転で勝利。3回戦ではヌーノ・ボルヘスに7-6(5), 1-6, 6-3, 6-7(6), 0-6のフルセットの末に敗れた。
10月の上海マスターズでは4連勝の快進撃を見せ、マスターズ初のベスト8進出。準々決勝ではノバク・ジョコビッチに7-6(4), 1-6, 4-6の逆転で敗れた。11月のネクストジェネレーション・ATPファイナルではレースランキング3位で出場。予選ステージではラーナー・ティエンに3-4(6), 3-4(3), 4-2, 4-2, 3-4(8)、アルトゥール・フィスに4-2, 4-3(4), 4-2、ジョアン・フォンセカに4-3(3), 3-4(4), 3-4(2), 4-3(4), 3-4(5)でそれぞれ敗れ、ラウンドロビン敗退。年間最終ランキングは48位。

### 2025年 マスターズ初優勝 トップ25入り
1月、ブリスベン国際では同胞のイジー・レヘチカとのダブルスで準優勝を飾った。全豪オープンでは1回戦でニコロズ・バシラシビリを6-1, 6-7(3), 6-3, 6-3で破り、2回戦では第6シードのキャスパー・ルードを6-2, 3-6, 6-1, 6-4で下して初の3回戦進出。3回戦ではアレハンドロ・ダビドビッチ・フォキナに6-3, 6-4, 6-7(7), 4-6, 2-6の2セットアップからの逆転で敗れた。
3月のマイアミ・オープンでは1回戦でロベルト・バウティスタ・アグートを6-4, 3-6, 6-1、2回戦で前週BNPパリバ・オープン優勝者のジャック・ドレイパーを7-6(2), 7-6(3)のストレートで破る。準々決勝でアルトゥール・フィスを7-6(5), 6-1、準決勝でテイラー・フリッツを7-6(4), 4-6, 7-6(4)でそれぞれ下して、ATPマスターズ1000初の決勝進出。決勝ではノバク・ジョコビッチとし7-6(4), 7-6(4)の接戦で下して、マスターズ初優勝及びATPツアー初優勝を手にした。
3月31日付の世界ランキングでは24位を更新した。

## 人物
憧れの選手はノバク・ジョコビッチ。ステフィン・カリーの影響でNBA・ウォリアーズのファンとなった。好きな食べ物はスペアリブ。

## ATPツアー決勝進出結果

### シングルス：2回（1勝1敗）
| 大会グレード                    |
| グランドスラム (0–0)            |
| ATPファイナルズ (0–0)           |
| ATPツアー・マスターズ1000 (1–0) |
| ATPツアー500 (0–0)              |
| ATPツアー250 (0–1)              |

| 結果   | No. | 決勝日        | 大会     | サーフェス | 対戦相手             | スコア             |
| ------ | --- | ------------- | -------- | ---------- | -------------------- | ------------------ |
| 準優勝 | 1.  | 2024年2月24日 | ドーハ   | ハード     | カレン・ハチャノフ   | 6-7(12-14), 4-6    |
| 優勝   | 1.  | 2025年3月31日 | マイアミ | ハード     | ノバク・ジョコビッチ | 7-6(7-4), 7-6(7-4) |

## ATPチャレンジャーツアー・ITFワールドテニスツアー決勝

### シングルス: 6回 (6勝0敗)
| 大会グレード                  |
| ATPチャレンジャーツアー (1–0) |
| ITFワールドテニスツアー (5–0) |

| 結果 | No. | 日時       | 大会                         | サーフェス    | 対戦相手                       | スコア        |
| ---- | --- | ---------- | ---------------------------- | ------------- | ------------------------------ | ------------- |
| 優勝 | 1.  | 2022年9月  | M15 アラースハウゼン         | クレー        | Peter Heller                   | 7-5, 3-6, 6-1 |
| 優勝 | 2.  | 2022年11月 | M25 ヘラクリオン             | ハード        | オレクサンドル・オウチャレンコ | 6-4, 7-6(7-4) |
| 優勝 | 3.  | 2022年11月 | M15 シャルム・エル・シェイク | ハード        | サバ・プルツェラゼ             | 6-4, 6-2      |
| 優勝 | 4.  | 2022年12月 | M15 シャルム・エル・シェイク | ハード        | ロベルト・シュトロンバッハス   | 6-4, 6-0      |
| 優勝 | 5.  | 2023年4月  | M25 トルナヴァ               | ハード (屋内) | カール・フリーベリ             | 7-6(8-6), 6-3 |
| 優勝 | 1.  | 2023年5月  | プラハ                       | クレー        | ドミニク・ケプファー           | 6-4, 6-3      |

### ダブルルス：1回（1勝0敗）
| 大会グレード                  |
| ATPチャレンジャーツアー (0–0) |
| ITFワールドテニスツアー (1–0) |

| 結果 | No. | 日時      | 大会       | サーフェス | パートナー       | 対戦相手                                  | スコア        |
| ---- | --- | --------- | ---------- | ---------- | ---------------- | ----------------------------------------- | ------------- |
| 優勝 | 1.  | 2022年6月 | M15 ビトム | クレー     | Olaf Pieczkowski | マシュー・ロミオス ブランドン・ウォーキン | 7-6(7-3), 7-5 |

## 成績

### 4大大会シングルス
略語の説明
| W | F | SF | QF | #R | RR | Q# | LQ | A | Z# | PO | G | S | B | NMS | P | NH |

W=優勝, F=準優勝, SF=ベスト4, QF=ベスト8, #R=#回戦敗退, RR=ラウンドロビン敗退, Q#=予選#回戦敗退, LQ=予選敗退, A=大会不参加, Z#=デビスカップ/BJKカップ地域ゾーン, PO=デビスカップ/BJKカッププレーオフ, G=オリンピック金メダル, S=オリンピック銀メダル, B=オリンピック銅メダル, NMS=マスターズシリーズから降格, P=開催延期, NH=開催なし.
| 大会           | 2023 | 2024 | 2025 | 通算成績 |
| -------------- | ---- | ---- | ---- | -------- |
| 全豪オープン   | A    | 2R   | 3R   | 3–2      |
| 全仏オープン   | A    | A    | 2R   | 1–1      |
| ウィンブルドン | A    | 1R   | 3R   | 2–2      |
| 全米オープン   | 3R   | 3R   |      | 4–2      |

### 大会最高成績
| 大会                     | 成績 | 年         |
| ------------------------ | ---- | ---------- |
| ATPファイナルズ          | A    | 出場なし   |
| インディアンウェルズ     | 2R   | 2024, 2025 |
| マイアミ                 | W    | 2025       |
| モンテカルロ             | A    | 出場なし   |
| マドリード               | QF   | 2025       |
| ローマ                   | 4R   | 2025       |
| カナダ                   | 3R   | 2025       |
| シンシナティ             | 3R   | 2025       |
| 上海                     | QF   | 2024       |
| パリ                     | Q2   | 2024       |
| オリンピック             | 2R   | 2024       |
| デビスカップ             | WGⅠ  | 2025       |
| Next Gen ATPファイナルズ | RR   | 2024       |